# پیت ماراویچ
پیت ماراویچ (انگلیسی: Pete Maravich؛ ۲۲ ژوئن ۱۹۴۷ – ۵ ژانویهٔ ۱۹۸۸) یک بازیکن بسکتبال اهل ایالات متحده آمریکا بود. از باشگاه‌هایی که در آن بازی کرده‌است می‌توان به بوستون سلتیکس و یوتا جاز اشاره کرد.